# Play M Entertainment
Play M Entertainment (hangul: 플랜에이 엔터테인먼트) är ett sydkoreanskt skivbolag och en talangagentur bildad år 2011. Play M grundades under namnet A Cube Entertainment som dotterbolag till Cube Entertainment, men sedan 2015 är LOEN Entertainment majoritetsägare.

## Artister

### Nuvarande
|       |
| Apink |

|         |
| Huh Gak |

|             |
| Jung Eun-ji |

|        |
| Victon |

## Skådespelare

### Nuvarande
|             |
| Jung Eun-ji |

|             |
| Kim Nam-joo |

|             |
| Oh Ha-young |

|               |
| Park Cho-rong |

|            |
| Son Na-eun |

|            |
| Yoon Bo-mi |